# Boline

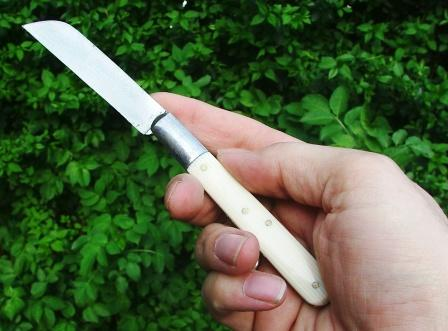
En enkel boline.

Boline är en kniv med vitt skaft som används inom wicca för att skära örter och rötter med. Boline används endast i detta syfte och man ska inte förväxla detta redskap med athamen som används vid symboliska och rituella sammanhang.